# Françoise Basseporte
Madeleine Françoise Basseporte, (28 de abril de 1701 – 6 de setembro de 1780) foi uma pintora francesa. De 1741 até sua morte, ela serviu como Pintora Real do Jardim e Gabinete do Rei (hoje Jardim das Plantas de Paris), uma nomeação sem precedentes para uma artista mulher na época.

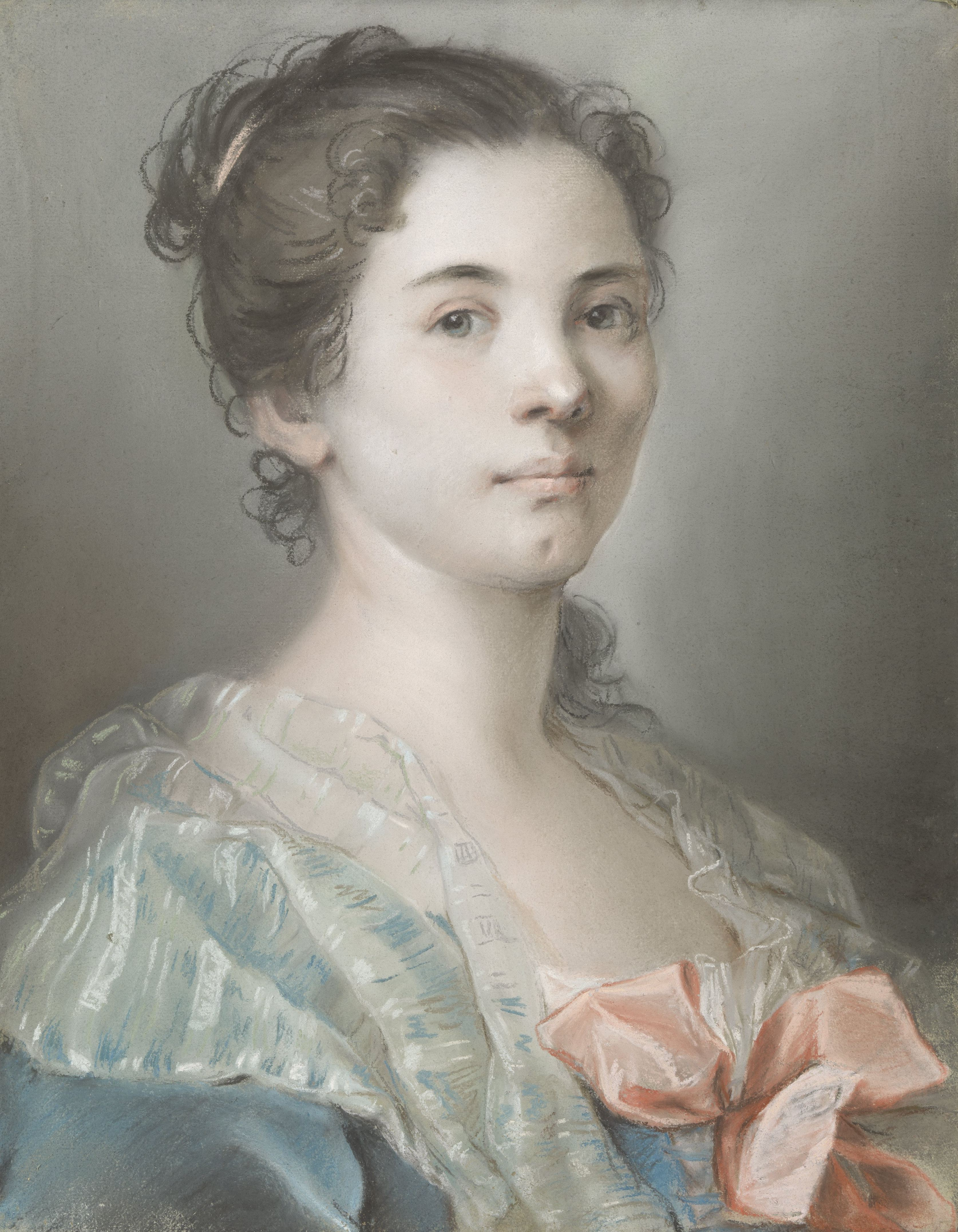
¨Retrato de uma Jovem" - Basseporte - (1727)